# Jeppe Bay
Jeppe Bay Madsen (* 4. März 1997 in Helsingør, Hovedstaden) ist ein dänischer Badmintonspieler.

## Karriere
Bay begann 2003 in seiner Heimatstadt Badminton zu spielen und wurde vier Jahre später in den Nachwuchskader der Nationalmannschaft Dänemarks aufgenommen. 2016 wurde er im Herrendoppel mit Rasmus Kjær nationaler Juniorenmeister und gewann mit den Finnish International seinen ersten internationalen Wettkampf. Im Jahr darauf zog Bay bei den Slovenian International und den Bulgaria Open ins Finale ein. 2018 wurde er bei den Czech Open an der Seite von Ditte Søby Hansen Vizemeister und triumphierte im Herrendoppel bei den Slovenian International. Im folgenden Jahr erreichte Bay mit Mikkel Mikkelsen bei den Polish International und den Scottish Open das Endspiel, bevor er 2020 mit Sara Lundgaard bei den Austrian International triumphierte. Mit seinem Sieg bei den SaarLorLux Open an der Seite von Lasse Mølhede war der Däne erstmals bei einem Wettbewerb der BWF World Tour erfolgreich. 2021 stand Bay in zwei Disziplinen bei den dänischen Meisterschaften auf dem Podium, während er in seinem Heimatland bei den Denmark Masters den Titel im Mixed erspielte. Im folgenden Jahr stand er mit der dänischen Nationalmannschaft bei den Weltmeisterschaften der Herrenteams, dem Thomas Cup, auf dem Podium.

## Sportliche Erfolge
| Jahr | Veranstaltung                       | Platz | Disziplin    | Spielpartner      |
| ---- | ----------------------------------- | ----- | ------------ | ----------------- |
| 2016 | Finnish International 2016          | 1.    | Herrendoppel | Rasmus Kjær       |
| 2016 | Dänische Juniorenmeisterschaft 2016 | 1.    | Herrendoppel | Rasmus Kjær       |
| 2017 | Slovenia International 2017         | 2.    | Herrendoppel | Rasmus Kjær       |
| 2017 | Bulgaria Open 2017                  | 2.    | Herrendoppel | Rasmus Kjær       |
| 2018 | Slovenia International 2018         | 1.    | Herrendoppel | Rasmus Kjær       |
| 2018 | Czech Open 2018                     | 2.    | Mixed        | Ditte Søby Hansen |
| 2019 | Polish International 2019           | 2.    | Herrendoppel | Mikkel Mikkelsen  |
| 2019 | Scottish Open 2019                  | 2.    | Herrendoppel | Mikkel Mikkelsen  |
| 2020 | SaarLorLux Open 2020                | 1.    | Herrendoppel | Lasse Mølhede     |
| 2020 | Austrian International 2020         | 1.    | Mixed        | Sara Lundgaard    |
| 2021 | Denmark Masters 2021                | 1.    | Mixed        | Sara Lundgaard    |
| 2021 | Dänische Meisterschaft 2021         | 3.    | Herrendoppel | Lasse Mølhede     |
| 2021 | Dänische Meisterschaft 2021         | 3.    | Mixed        | Sara Lundgaard    |
| 2022 | Thomas Cup 2022                     | 3.    | Mannschaft   | Dänemark          |